# Boophis jaegeri
A Boophis jaegeri a kétéltűek (Amphibia) osztályába, a békák (Anura) rendjébe és az aranybékafélék (Mantellidae) családjába tartozó faj. Nevét Friedhelm Jäger tiszteletére kapta.

## Előfordulása
A faj Madagaszkár endemikus faja. A Nosy Be szigeten és Sahamalaza  félszigeten honos a tengerszinttől 200 m-es magasságig.

## Megjelenése
Közepes termetű békafaj. A megfigyelt hímek testhossza 30 mm volt, a nőstényekéről nincs feljegyzés. Színe zöld, sok apró, nem feltűnő zöld  és kevés fehér pettyel tarkítva. Hasa sárgás, torka zöldes színű. Hátának bőre sima. Irisze fehéres, a pupilla körül néhány vöröses pigmenttel. Az írisz szegélye kék. A hímeknek hüvelykvánkosuk és zöldes hanghólyagjuk van.